# Kingiodendron alternifolium
Kingiodendron alternifolium là một loài thực vật có hoa trong họ Đậu. Loài này được (Elmer) Merr. & Rolfe miêu tả khoa học đầu tiên.